# Gadsden (Alabama)
Gadsden es una ciudad ubicada en el condado de Etowah en el estado estadounidense de Alabama. En el censo de 2020, su población era de 33 945 habitantes.

## Demografía

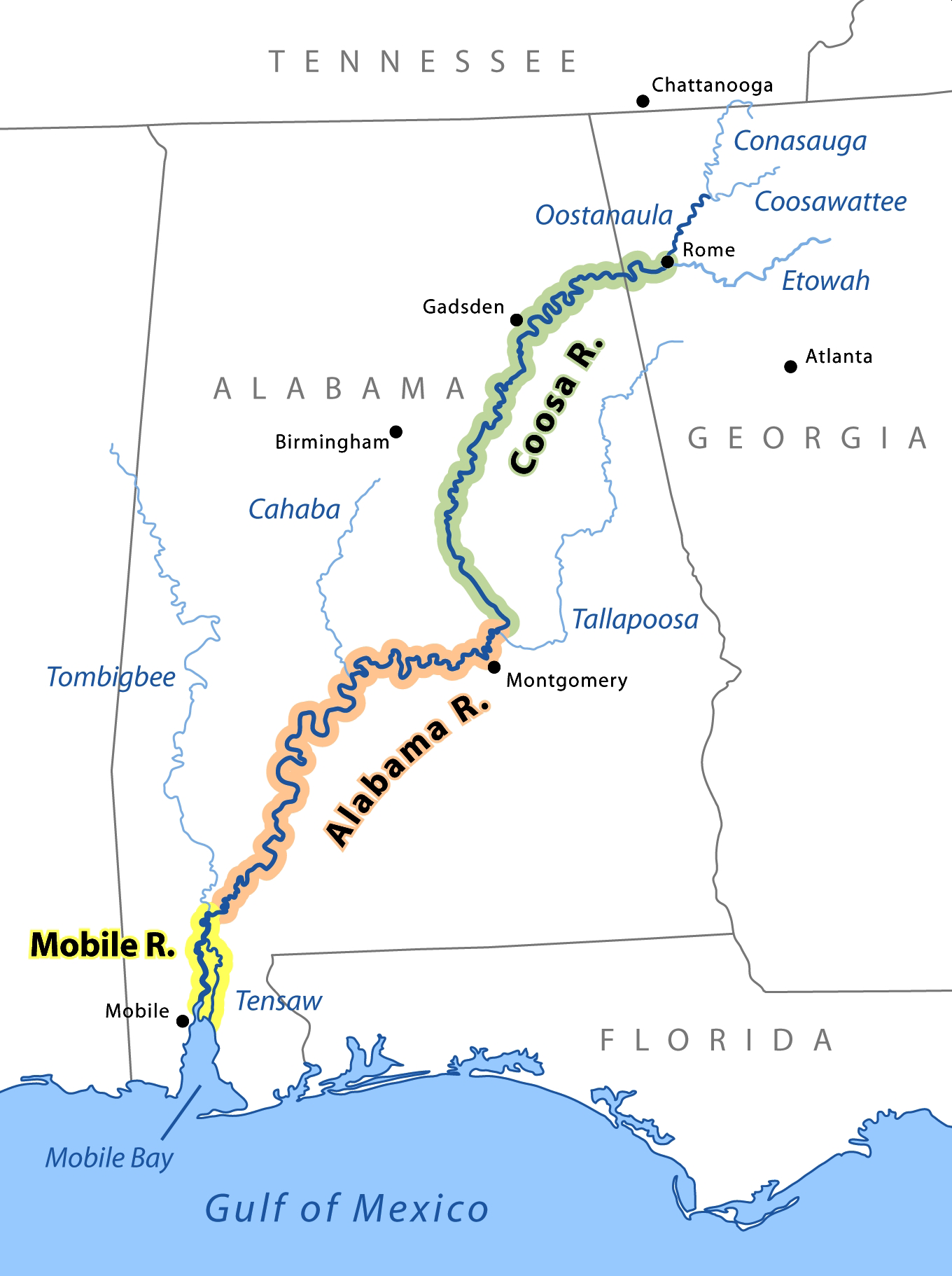
Mapa de los ríos Mobile, Alabama y Coosa, donde aparece Gadsden a la orilla del último

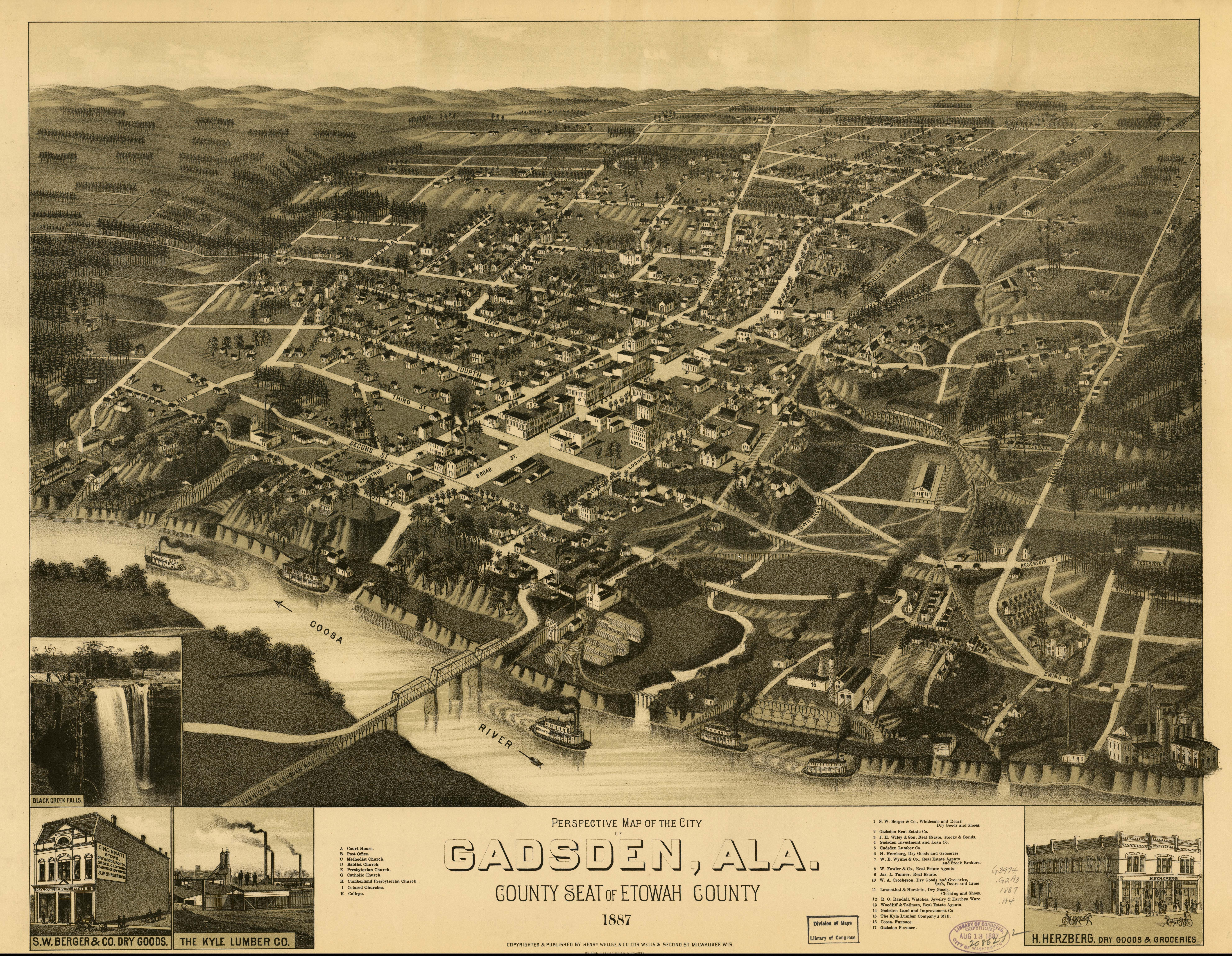
Dibujo de Gadsden y el río Coosa, 1887

En el 2000 la renta per cápita promedia del hogar era de $24 823, y el ingreso promedio para una familia era de $31 740. El ingreso per cápita para la localidad era de $15 610. Los hombres tenían un ingreso per cápita de $29 400 contra $19 840 para las mujeres.

## Geografía
Gadsden se encuentra ubicada en las coordenadas 34°0′37″N 86°0′37″O / 34.01028, -86.01028 (34.010147, -86.010356), a la orilla del río Coosa.
Según la Oficina del Censo de los EE. UU., la ciudad tiene un área total de 37,18 millas cuadradas (96,30 km²).